# Tekle Haymanot
Tekle Haymanot - został w 1976 wybrany, pod naciskiem władz komunistycznych, patriarchą Etiopskiego Kościoła Ortodoksyjnego. Był nim do śmierci w maju 1988. Zastąpił go Merkorios. Po otrzymaniu sakry biskupiej przyjął imię Melaku. Wybór patriarchy miał miejsce 31 sierpnia 1976, a nowo wyłoniony dostojnik przybrał imię Takla Haymanot (nosił je jeden z ważniejszych etiopskich świętych). Pomimo okoliczności wyboru, Tekle Haymanot cieszył się dużym szacunkiem wiernych, przy czym jednym z powodów była jego nadzwyczajna skromność wynikająca z przestrzegania ślubów zakonnych. Patriarcha Tekle Haymanot odwiedził Polskę. Zmarł w roku 1988.